# Oecanthus jamaicensis
Oecanthus jamaicensis är en insektsart som beskrevs av Walker, T.J. 1969. Oecanthus jamaicensis ingår i släktet Oecanthus och familjen syrsor. Inga underarter finns listade i Catalogue of Life.